# Піщанка (Узункольський район)
Піща́нка (каз. Песчаный) — село у складі Узункольського району Костанайської області Казахстану. Входить до складу Прісногірковського сільського округу.
Населення — 67 осіб (2021; 214 у 2009, 259 у 1999, 318 у 1989).